# Michele Skatar
Michele Skatar, né le 30 décembre 1985 à Koper en Yougoslavie et aujourd'hui en Slovénie, est un joueur de handball italo-croate évoluant au poste d'arrière droit. Il est international italien.
En 2020, il met fin à sa carrière professionnelle et s'engage au club de Soultz-Bollwiller Handball (Nationale 3)

## Palmarès
Compétitions internationales
- Finaliste de la Coupe EHF (1) : 2013

Compétitions nationales
- finaliste de la Coupe de Croatie (1) : 2003
- Vainqueur du Championnat d'Allemagne de D2 (1) : 2009
- finaliste de la Coupe de la Ligue française (1) : 2013
- promu du Championnat de France de Nationale 1 (1) : 2018

## Distinctions individuelles
- nommé pour le titre du meilleur arrière droit Championnat de France de D2 en 2018-2019
- Meilleur buteur de Nationale 1 avec 183 buts (Poule 3: 87 buts en 14 matchs + Play-offs: 96 buts en 12 matchs) en 2017-2018
- Avec 236 buts marqués, Michele Skatar est l'un des meilleurs buteurs de l'histoire du HBC Nantes
- Élu meilleur arrière droit de la journée (LNH) - J02 2010/11; J12 et J13 2011/12; J13 et J23 2012/13; J02 et J13 2014/15
- Élu meilleur arrière droit du Championnat de France de PRO D2 en 2009-2010
- Meilleur buteur du Serie A d'Élite avec 233 buts en 2005-2006